# Guillem Santesmases
Guillem Santesmases Benavent (Sallent de Llobregat, provincia de Barcelona, España, 18 de julio de 1996), es un entrenador de fútbol español que actualmente entrena al SJK Seinäjoki de la Veikkausliiga.

## Trayectoria
Guillem comenzaría su trayectoria como jugador en el Club Esportiu Sallent de la Territorial de Cataluña, compaginándolo con sus estudios de Grado en Educación Primaria.
En 2018 se marcha a Finlandia para ser segundo entrenador de Gabriel Garcia Xatart en las filas de la Segunda División de Finlandia.
En julio de 2019, tras la marcha de Gabri al PEPO Lappeenranta, Guillem se convierte en primer entrenador del Ekenäs IF de la Segunda División de Finlandia.
Dirigiría al conjunto finés durante la temporada 2019-2020 y 2020-2021.

## Clubes

### Como entrenador
| Club                           | País      | Año             |
| ------------------------------ | --------- | --------------- |
| Ekenäs IF (2.º entrenador)     | Finlandia | 2018-2019       |
| Ekenäs IF                      | Finlandia | 2019-2021       |
| SJK Seinäjoki (2.º entrenador) | Finlandia | 2022-actualidad |

## Estadística como entrenador
| Equipo                | Div.            | Torneo          | Estadísticas | Estadísticas | Estadísticas | Estadísticas | Estadísticas | Estadísticas | Estadísticas | Estadísticas |
| Equipo                | Div.            | Torneo          | PJ           | G            | E            | P            | GF           | GC           | DG           | Efectividad  |
| --------------------- | --------------- | --------------- | ------------ | ------------ | ------------ | ------------ | ------------ | ------------ | ------------ | ------------ |
| Ekenäs IF · Finlandia | 2.ª             | 2019            | 16           | 6            | 2            | 8            | 27           | 32           | -5           | 41.67%       |
| Ekenäs IF · Finlandia | 2.ª             | Soumen Cup 2020 | 5            | 2            | 1            | 2            | 7            | 8            | -1           | 46.67%       |
| Ekenäs IF · Finlandia | 2.ª             | 2020            | 22           | 10           | 6            | 6            | 45           | 25           | +20          | 54.54%       |
| Ekenäs IF · Finlandia | 2.ª             | Soumen Cup 2021 | 4            | 2            | 0            | 2            | 4            | 5            | -1           | 50%          |
| Ekenäs IF · Finlandia | 2.ª             | 2021            | 22           | 8            | 6            | 8            | 40           | 33           | +7           | 45.45%       |
| Total Ekenäs IF       | Total Ekenäs IF | Total Ekenäs IF | 69           | 28           | 15           | 26           | 123          | 103          | +20          | 54.11%       |